# Le Bourgeois gentilhomme (Richard Strauss)

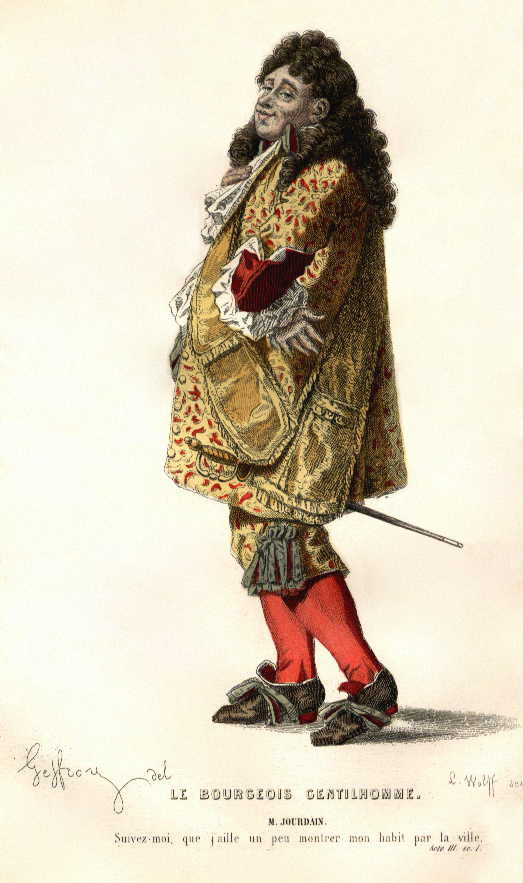
Monsieur Jourdain

Pour les articles homonymes, voir Le Bourgeois gentilhomme (homonymie).
Le Bourgeois gentilhomme est une suite pour orchestre écrite par Richard Strauss (1864-1949) entre 1911 et 1917.

## Description
Le dessein initial était de combiner la pièce de Molière avec un opéra. Le projet échoua et Strauss en récupéra la musique en 1917 pour en faire une suite orchestrale, l'opéra devenant Ariadne auf Naxos, créé en 1916.
La première a lieu à Vienne le 31 janvier 1920 sous la direction du compositeur.
Elle comporte 9 parties et son exécution demande un peu plus d'une demi-heure. D'un esprit néo-classique, les cinquième, sixième et septième parties reprennent notamment des airs de Jean-Baptiste Lully dont son fameux menuet:
- Ouverture ;
- Menuet de M. Jourdain ;
- Le maître d'armes ;
- Entrée et danse des couturiers ;
- Menuet de Lully ;
- Courante ;
- Entrée de Cléonte ;
- Intermezzo ;
- Le dîner.